# Gaillardiinae
 Gaillardiinae   Less., 1831 è una sottotribù di piante angiosperme dicotiledoni della famiglia delle Asteraceae (sottofamiglia Asteroideae e tribù Helenieae).

## Etimologia
Il nome della sottotribù è stato definito dal botanico tedesco Christian Friedrich Lessing (Syców, 1809 – Krasnojarsk, 1862) nella pubblicazione Linnaea; Ein Journal für die Botanik in ihrem ganzen Umfange. Berlin (Linnaea 6(3): 516) edita a Berlino nel 1831.

Il nome ( Gaillardiinae ) deriva dal suo genere tipo Gaillardia  Spreng., 1820  che a sua volta è stato coniato in onore di M. Gaillard de Charentonneau, un magistrato francese del XVIII secolo, patrono della botanica.

## Descrizione

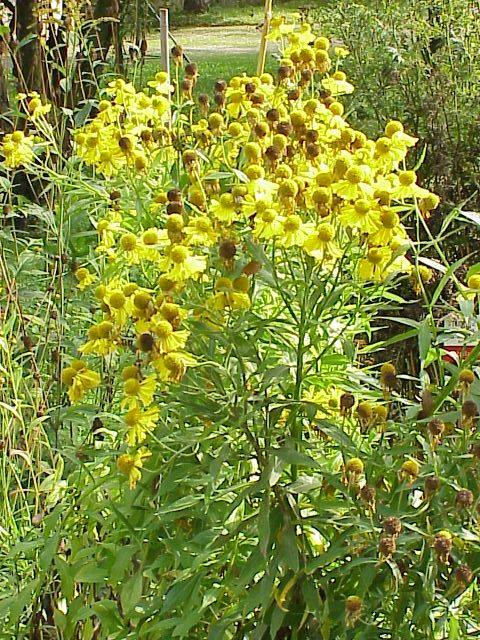
Il portamento
Helenium autumnale

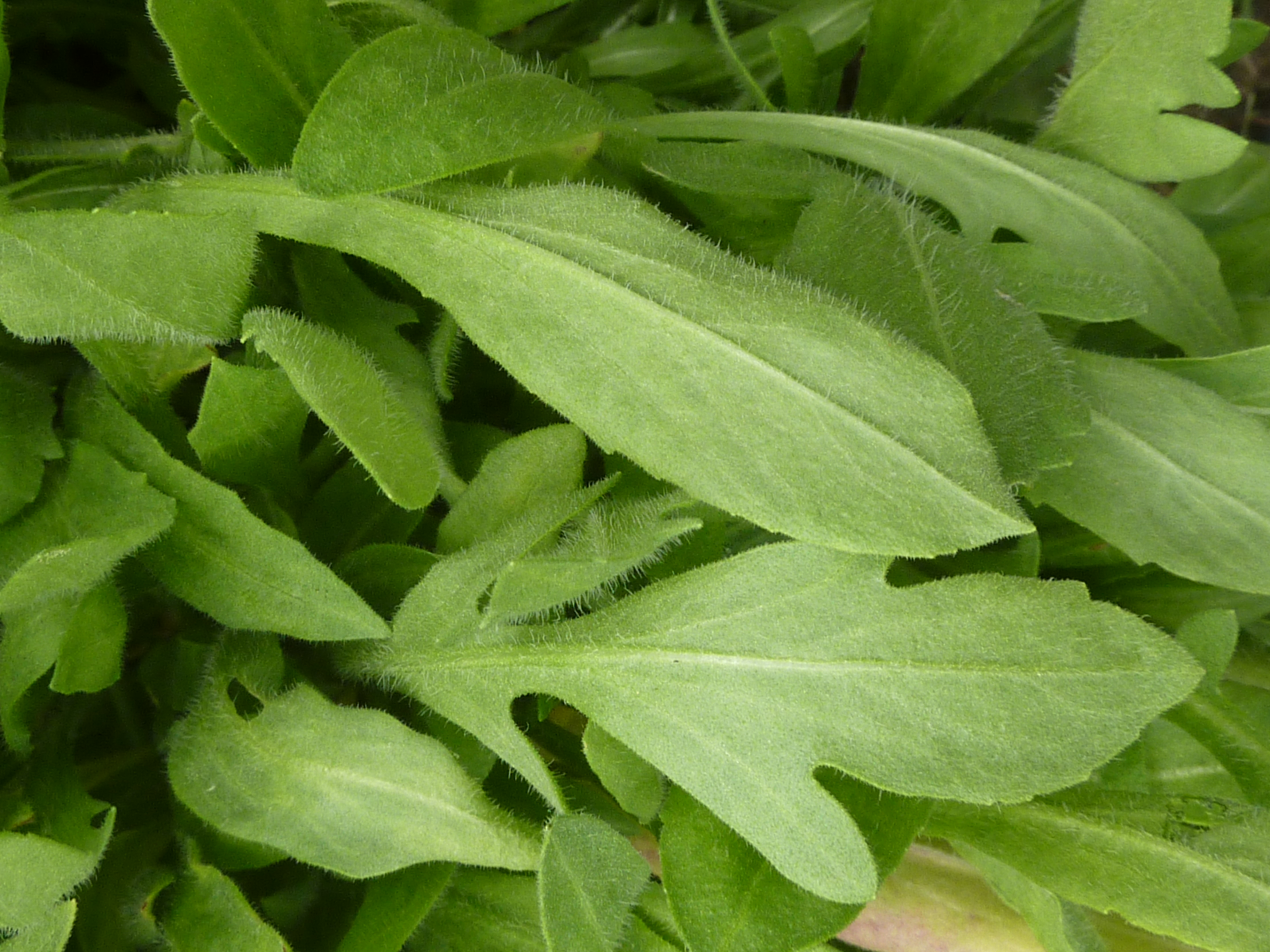
Le foglie
Gaillardia aristata

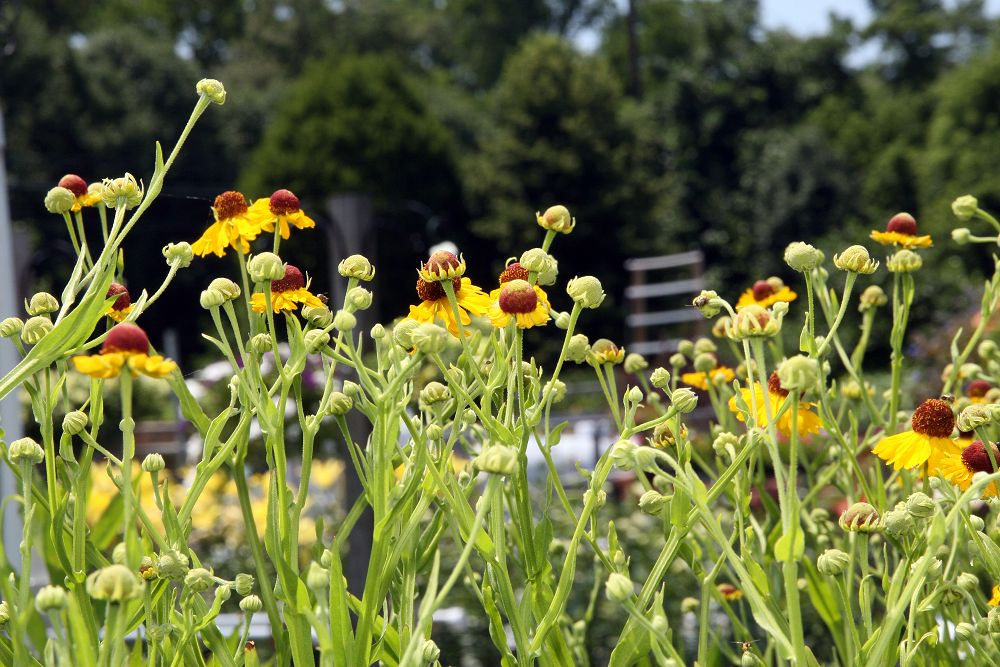
Infiorescenza
Helenium flexuosum

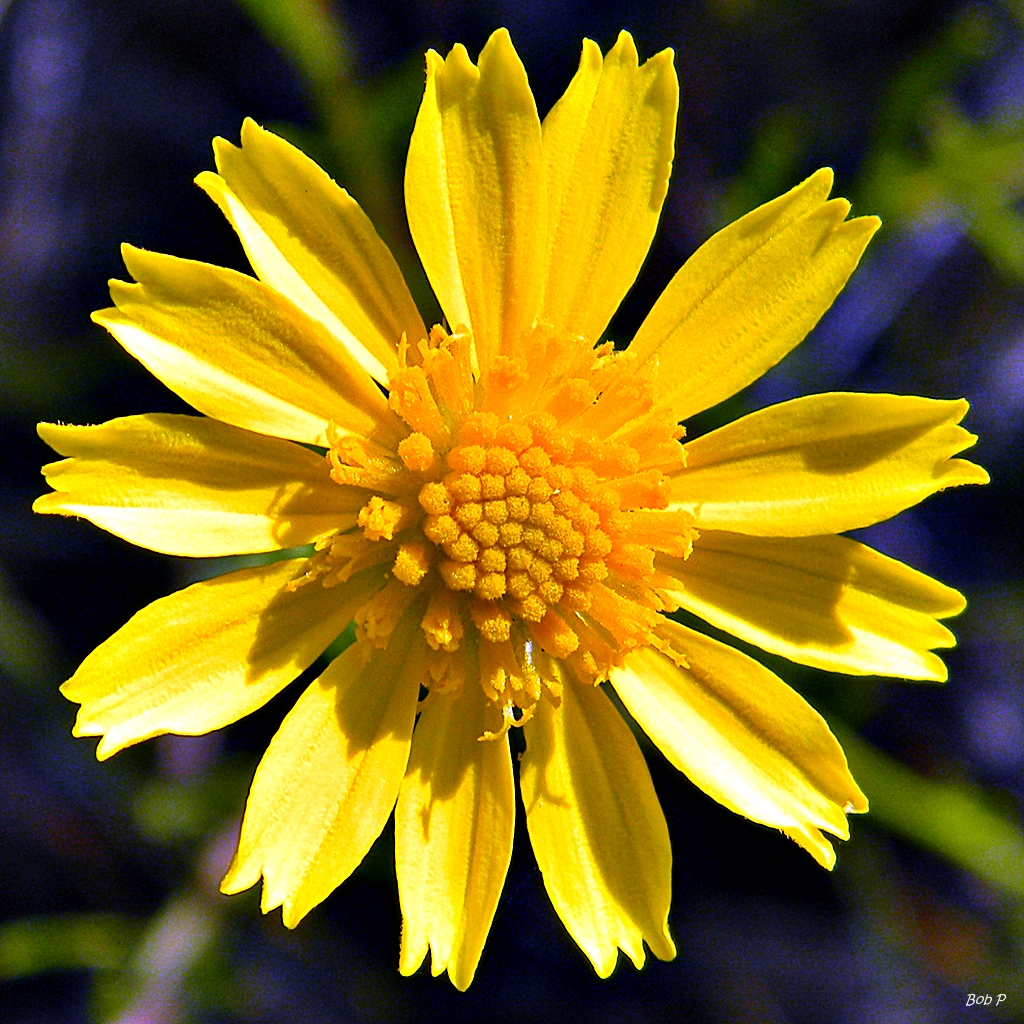
I fiori
Balduina angustifolia

Portamento. Le specie di questa sottotribù hanno un habitus erbaceo, qualche volta cespitoso; la parte sotterranea del fusto generalmente è un rizoma. I cicli biologici sono annuali o perenni.
Fusto. La parte aerea in genere è eretta, semplice o ramosa. 
Foglie. Le foglie lungo il caule sono disposte in modo alterno, la lamina è intera o pennatofida. I bordi possono essere dentati e la superficie pubescente.
Infiorescenza. Le infiorescenze (sinflorescenze) sono formate da capolini peduncolati con forme radiate; di solito sono scaposi e solitari, oppure sono raggruppati in larghi panicoli o cime corimbose. Le infiorescenze vere e proprie sono formate da un capolino, normalmente con fiori eterogami, composto da un involucro, con forme da campanulate (o globose) o emisferiche, formato da diverse brattee, al cui interno un ricettacolo fa da base ai fiori di due tipi: raggio e disco. Le brattee, piatte, a consistenza erbacea con dimensioni più o meno uguali oppure graduate con differenti lunghezze (disposizione embricata) si trovano su più serie. Il ricettacolo varia da piatto a convesso o anche globoso; normalmente è privo di pagliette a protezione della base dei fiori (raramente ne è provvisto); la base talvolta è alveolata.
Fiori.  I fiori sono tetra-ciclici (formati cioè da 4 verticilli: calice – corolla – androceo – gineceo) e pentameri (calice e corolla formati da 5 elementi). Si distinguono in:
- fiori del raggio (esterni): sono femminili e fertili (raramente sono neutri), sono disposti su una o più serie; la forma è ligulata (fiori zigomorfi);
- fiori del disco: sono ermafroditi con forme tubolari (fiori attinomorfi.

- Formula fiorale:

*/x K {\displaystyle \infty }, [C (5), A (5)], G 2 (infero), achenio 
- Calice: i sepali del calice sono ridotti ad una coroncina di squame.

- Corolla:

- fiori del raggio: la forma della corolla alla base è più o meno tubulosa-imbutiforme, mentre all'apice è ligulata; la ligula può terminare con 3 denti; il colore in genere è giallo o arancio;
- fiori del disco: la forma è tubulare bruscamente divaricata in 5 corti lobi; i lobi, patenti o eretti, hanno una forma deltata o più o meno lanceolata; i colori sono giallo o arancio ma più scuri.

- Androceo: l'androceo è formato da 5 stami sorretti da filamenti generalmente liberi; gli stami sono connati e formano un manicotto circondante lo stilo; le teche, produttrici del polline, alla base sono troncate e sono lievemente auricolate; molto raramente sono speronate o hanno una coda. Le appendici delle antere variano da strettamente ovate a rotonde o fortemente carenate; le cellule delle appendici sono per lo più sclerificate. Il tessuto endoteciale, rivestimento interno dell'antera, è quasi sempre polarizzato con due superfici distinte: una verso l'esterno e una verso l'interno. Il polline è sferico con un diametro medio di circa 25 micron;  è tricolporato con tre aperture sia di tipo a fessura che tipo isodiametrica o poro ed è echinato con punte sporgenti e divergenti.

- Gineceo: l'ovario è infero uniloculare formato da 2 carpelli. Lo stilo, il recettore del polline, è profondamente bifido con due stigmi divergenti e con le linee stigmatiche marginali separate e parallele. I due bracci dello stilo hanno una forma da lanceolata a deltoide e possono essere papillosi o ricoperti da ciuffi di peli.

Frutti. I frutti sono degli acheni con pappo. Il colore è nero o marrone. La forma è ob-compressa o fusiforme. In alcune specie la superficie è percorsa da coste longitudinali. Il pappo è formato da corte setole tipo squame a forma ovata, acuminata, aristata o raramente lineare.

## Biologia
Impollinazione: l'impollinazione avviene tramite insetti (impollinazione entomogama tramite farfalle diurne e notturne).

Riproduzione: la fecondazione avviene fondamentalmente tramite l'impollinazione dei fiori (vedi sopra).

Dispersione: i semi (gli acheni) cadendo a terra sono successivamente dispersi soprattutto da insetti tipo formiche (disseminazione mirmecoria). In questo tipo di piante avviene anche un altro tipo di dispersione: zoocoria. Infatti gli uncini delle brattee dell'involucro (se presenti) si agganciano ai peli degli animali di passaggio disperdendo così anche su lunghe distanze i semi della pianta. Inoltre per merito del pappo (se presente) il vento può trasportare i semi anche a distanza di alcuni chilometri (disseminazione anemocora).

## Distribuzione e habitat
La distribuzione di questa sottotribù è americana con habitat relativi alle zone temperate.

## Sistematica
La famiglia di appartenenza di questa voce (Asteraceae o Compositae, nomen conservandum) probabilmente originaria del Sud America, è la più numerosa del mondo vegetale, comprende oltre 23.000 specie distribuite su 1.535 generi, oppure 22.750 specie e 1.530 generi secondo altre fonti (una delle checklist più aggiornata elenca fino a 1.679 generi). La famiglia attualmente (2021) è divisa in 16 sottofamiglie; la sottofamiglia Asteroideae è una di queste e rappresenta l'evoluzione più recente di tutta la famiglia.

### Filogenesi
La tribù di questa voce (Helenieae) è una delle 21 tribù della sottofamiglia Asteroideae). Da un punto di vista filogenetico, Helenieae, all'interno della sottofamiglia, fa parte del gruppo "Helianthodae" (o anche “Heliantheae Alliance”).
Questo gruppo si distingue soprattutto per le brattee involucrali disposte su 1 – 3 serie, per le teche delle antere che sono spesso annerite e senza speroni e code, per la presenza di peli sotto la divisione dello stilo, per i rami dello stilo (gli stigmi) s'incurvano a maturità e per le appendici dello stilo che sono solitamente più corte della porzione stigmatica (tranne in Eupatoriaea).
Nell'ambito della tribù le Gaillardiinae occupano una posizione intermedia e sono “gruppo fratello” della sottotribù Tetraneurinae. 
I caratteri distintivi delle Gaillardiinae sono le ampie brattee riflesse dell'involucro e la presenza di un ricettacolo spesso spinoso vicino ai margini delle pagliette. Alcuni caratteri comuni del ricettacolo tra le specie dei generi Balduina e Gaillardia ne fanno probabilmente un “gruppo fratello”. Il cladogramma a lato basato su alcune specie del gruppo dimostra la posizione filogenetica dei tre generi.
|  | Helenium                                                |
|  |                                                         |
|  | \| \| Balduina \| \| \| \| \| \| Gaillardia \| \| \| \| |
|  |                                                         |
|  | Balduina                                                |
|  |                                                         |
|  | Gaillardia                                              |
|  |                                                         |

|  | Balduina   |
|  |            |
|  | Gaillardia |
|  |            |

I caratteri distintivi delle specie di questa sottotribù sono:
- le brattee dell'involucro sono riflesse;
- il ricettacolo a volte è spinoso;
- le venature dei lobi delle corolle s'incontrano all'apice delle stesse;
- i fiori del raggio sono femminili o neutri con corolle che in genere non persistono ai frutti.

Il numero cromosomico delle specie della sottotribù varia da: 2n = 18 a 2n = 38.

### Composizione della sottotribù
La sottotribù Gaillardiinae comprende 3 generi e 57 specie.
| Genere                 | N. specie | Distribuzione                                                           | Caratteri più significativi | Fiori |
| ---------------------- | --------- | ----------------------------------------------------------------------- | --- | ----- |
| Balduina Nutt., 1818   | 3         | USA sud-orientali e in Australia                                        | Le appendici delle antere e i bracci dello stilo sono ricoperti da tricomi ghiandolari. - Le scaglie del pappo sono prive di nervatura centrale.                                                                              |       |
| Gaillardia Foug., 1786 | 21        | Zone temperate dell'America. Altrove (resto del mondo) sono introdotte. | Sia le appendici delle antere che i bracci dello stilo sono privi di ghiandole. - Il pappo è formato setole o da scaglie con nervatura centrale estesa fino alla punta.                                                       |       |
| Helenium L., 1753      | 33        | America                                                                 | La base delle foglie usualmente è decorrente lungo il picciolo. - Lo stilo è privo di appendici vascolarizzate, queste normalmente sono troncate. - Lo stilo e gli stigmi sono provvisti di punte papillose ma mai mucronate. |       |

### Chiave per i generi
Per meglio comprendere ed individuare i vari generi della sottotribù l'elenco seguente utilizza il sistema delle chiavi analitiche:
- 1A: la base delle foglie non è decorrente lungo il picciolo; lo stilo è provvisto di appendici vascolarizzate a forma da conica a lineare; lo stilo inoltre è provvisto di papille con piccole punte mucronate;

- 2A: sia le appendici delle antere che i bracci dello stilo sono provvisti di ghiandole tipo tricoma; il pappo è formato setole o da scaglie senza nervatura centrale;

genere Balduina.
- 2B: sia le appendici delle antere che i bracci dello stilo sono privi di ghiandole; il pappo è formato setole o da scaglie con nervatura centrale estesa fino alla punta;

genere Gaillardia.
- 1B: la base delle foglie usualmente è decorrente lungo il picciolo; lo stilo è privo di appendici vascolarizzate, queste normalmente sono troncate; lo stilo e gli stigmi sono provvisti di punte papillose ma mai mucronate;

genere Helenium.

### Specie della flora spontanea italiana
- Gaillardia aristata  Pursh - Gagliarda perenne.
- Gaillardia pulchella  Foug..